# Craig of the Creek
Craig of the Creek (O Mundo de Greg no Brasil e O Mundo de Craig em Portugal) é uma série animada de televisão americana do Cartoon Network e foi criada por Matt Burnett e Ben Levin, que serviram como os roteiristas de Steven Universo, bem como os antigos roteiristas de Level Up (série). O episódio piloto estreou no CN App online em 1 de dezembro de 2017. A série estreou no CN App em 19 de fevereiro de 2018, e transmitido na televisão pelo Cartoon Network em 30 de março de 2018. No Brasil, a série apresentou uma maratona dos seis primeiros episódios em 16 de junho de 2018, com a sua estreia oficial acontecendo no dia 18 de junho de 2018 no Cartoon Network. Além disso, é a primeira série do Cartoon Network que foi dublada no Brasil através de um estúdio de Campinas, sem incluir os estúdios do Rio de Janeiro. A série no entanto, se chamaria "Craig do Riacho", mas por alguma ocasião não explicada, mudaram para "O Mundo de Greg". Em Portugal, a série estreou em 10 de novembro de 2018 no Cartoon Network.

## Sinopse
A série segue um rapaz na fictícia cidade suburbana de Herkleston, Maryland, chamado Greg Williams, seus dois amigos Kelsey e João Paulo "JP" e de suas muitas aventuras no seu riacho.

## Personagens

### Principais
- Greg Williams (BR)/Craig Williams (PT) – Com apenas 10 anos esse menino que gosta de jogar com seus amigos Kelsey e JP. Ele é um líder natural, e sempre tenta ajudar as crianças quando eles mais precisam, ele adora bacalhau.
- Kelsey Pokoly –  Com 9 anos, uma das melhores amigas de Craig. Ela é sempre vista usando um cabo (que para ela é uma espada). Ela tem um periquito de estimação, Mortimor, que é, normalmente, empoleirado no topo de sua cabeça. Ela é aventureira, que tende a ser excessivamente dramática.
- João Paulo "JP" Mercer (BR)/John Paul "JP" Mercer (PT) –  Com 10 anos de idade, ele é um de seus melhores amigos de Craig. Ele veste uma camisa de hóquei que é claramente muito grande para ele. Ele não é o mais brilhante, mas é muito útil e gentil com as pessoas a sua volta. Seu nome é a abreviação de João Paulo.

### Recorrentes
- Jéssica Williams (BR)/Jessica Williams (PT) –  A irmã mais nova de Craig, que normalmente gosta de manter tudo na seleção, descrevendo suas ações em voz alta. Ela é muito inteligente para a sua idade e já mostra um interesse no mercado de ações.
- Bernard Williams  – O irmão mais velho de Craig, o mais cínico e o mais inteligente. Não está quase nem ai para seu irmão. Ele está obcecado com a obtenção de boas notas e entrar em na faculdade de Ivy League.
- Duane Williams — Pai de Craig, que trabalha como programador informático.
- Nicole Williams - Mãe amorosa de Craig que trabalha em uma escola e lá é conselheira.
- Alexis – Namorada de Bernardo, que, ao contrário dele, acha Craig divertido.
- Earl Williams – Avô de Craig, a quem ele admira, e herdou o seu espírito aventureiro.
- Kit – Uma garota que executa a Negociação Árvore ao riacho, comercialização de alimentos para outros itens.
- Marcos – Um dos anciãos do riacho, um adolescente que é alto magro com cabelos castanhos e usa óculos.
- Barry – Um dos anciãos do riacho, um adolescente que é bastante corpulento e tem cabelos castanho-claros.
- David – Um dos anciãos do riacho, um adolescente magro que tem "bigode".

## Episodio
| Temporada | Temporada | Episódios    | Exibição original     | Exibição original     | Exibição no Brasil                                              | Exibição no Brasil | Exibição em Portugal   | Exibição em Portugal |
| Temporada | Temporada | Episódios    | Estreia de temporada  | Final de temporada    | Estreia de temporada                                            | Final de temporada | Estreia de temporada   | Final de temporada   |
| --------- | --------- | ------------ | --------------------- | --------------------- | --------------------------------------------------------------- | ------------------ | ---------------------- | -------------------- |
|           | Piloto    | 1            | 1 de dezembro de 2017 | 1 de dezembro de 2017 | ASA                                                             | ASA                | ASA                    | ASA                  |
|           | 1         | por anunciar | 30 de março de 2018   | 11 de março de 2019   | 20 de abril de 2018 (pré-estréia) 16 de junho de 2018 (oficial) | PA                 | 10 de novembro de 2018 | PA                   |

## Elenco de Dublagem
| Personagem           | Voz Original            | Dubladores                                | Dobradores         |            |
| Principais           | Principais              | Principais                                | Principais         | Principais |
| -------------------- | ----------------------- | ----------------------------------------- | ------------------ | ---------- |
| Craig/Greg           | Philip Solomon          | Marcos Becker                             | Alexandre Carvalho |            |
| Kelsey               | Georgie Kidder          | Bruna Nogueira                            | Joana Castro       |            |
| JP                   | H. Michael Croner       | Renan Villela (1ª temporada)              | Tiago Retré        |            |
| JP                   | H. Michael Croner       | Gustavo Martinez (2ª temporada em diante) | Tiago Retré        |            |
| Secundários          |                         |                                           |                    |            |
| Alexis               | Karen Fukuhara          | por anunciar                              |                    |            |
| Bernard Williams     | Phil Lamarr             | Bruno Ferian                              | Simon Frankel      |            |
| Jessica Williams     | Lucia Cunningham        | Amanda Tavares                            | Ana Cloe           |            |
| Duane Williams       | Terry Crews             |                                           | Tiago Retrê        |            |
| Darnell Williams     | Lil Rel Howery          | Leandro Loureiro                          |                    |            |
| Nicole Williams      | Kimberly Hebert Gregory |                                           | Joana Sapinho      |            |
| Earl Williams        | Phil Morris             | Gileno Santoro                            |                    |            |
| Jojo Williams        | Saundra McClain         |                                           |                    |            |
| Laura                | Fortune Feimster        |                                           |                    |            |
| Crianças do Riacho   |                         |                                           |                    |            |
| Kit                  | Dana Davis              | Carla Martelli                            | Ana Cloe           |            |
| Sem-Coceira          | Evan Agos               | Gabriela Pellegrino                       |                    |            |
| Garoto Marinheiro    | Phil Lamarr             | Demétrios Augustus                        |                    |            |
| Os Anciões do Riacho |                         |                                           |                    |            |
| Mark                 | Ben Levin               | Renan Alonso                              | Miguel Raposo      |            |
| Barry                | Matt Burnett            | André Gaiani                              |                    |            |
| David                | Zach Steel              | Gustavo Martinez                          | Simon Frankel      |            |

### Dublagem brasileira:
- Estúdio de Dublagem: Dubbing Company - Campinas (São Paulo)
- Direção: Renan Alonso
- Tradução: Trema

### Dobragem portuguesa
- Estúdio de Dobragem: PTSDI Media
- Direção: Simon Frankel
- Tradução: Sofia Ricardo

## Recepção

### Prêmios e indicações
| Ano  | Prêmio             | Categoria             | Indicado(s)  | Resultado |
| ---- | ------------------ | --------------------- | ------------ | --------- |
| 2018 | Common Sense Media | O Selo do Senso Comum | Toda a série | Venceu    |